# یاککالا
یاککالا (به لاتین: Yakkala) یک منطقهٔ مسکونی در سری‌لانکا است که در ناحیه گامپاها واقع شده‌است. یاککالا ۴۰ متر بالاتر از سطح دریا واقع شده‌است.